# Beddington
Beddington é uma vila no subúrbio de Londres situada no bairro londrino de Sutton, no limite do bairro de Croydon. Ela figura no Domesday Book sob a forma Beddinton ou "Beddintone". Suplantado por Wallington no início do século XX, e a administração do bairro de Sutton foi aliviada em 1965, na Grande Londres, e tem cerca de 21,000 habitantes. 

## História
A vila ficava em Wallington Hundred e, até o século XIX, era, em termos seculares e eclesiásticos, uma grande paróquia por direito próprio. Wallington foi durante séculos uma mansão na paróquia de Beddington e, embora conhecida como uma abreviação para a área que se estendia de Cheam a Addington e de Chaldon a Mitcham (inclusive). Wallington substituiu a antiga área de Beddington quase completamente no início do século XX.
O assentamento aparece no Domesday Book de 1086 como Beddinton(e), mantido em parte por Robert de Watevile de Richard de Tonebrige e por Miles Crispin. Seus ativos Domesday eram: 6 peles; 1 igreja, 14 arados, 4 moinhos no valor de £ 3 15 xelins e 0 pence, 44 acres (0,18 km²) de prado, bosques no valor de 10 porcos por ano. Rendeu: £ 19 10 xelins e 0 pence por ano aos seus senhores feudais. Em 1901, consistia em 3.127,5 acres (12,657 km²), dos quais 1.439 acres eram terras aráveis, 614 pastagens permanentes e 45 bosques. Como isso foi antes da expansão de Wallington, estende-se ao sul sobre as colinas de giz em Roundshaw e ao norte até o London Clay. Lavanda e ervas medicinais eram cultivadas comercialmente na paróquia. A população em 1901 era de 4.812 habitantes. A paróquia era limitada ao norte por Mitcham Common, e as três paróquias de Croydon, Beddington e Mitcham se encontravam na linha férrea, na estação de Beddington Lane.

O Victoria County History de 1911 documenta Beddington no período de seu encolhimento.
Wallington é agora mais urbana do que Beddington; o vilarejo, em 1901, tinha uma população de 5.152 habitantes em uma área de 312 acres. Em tempos pré-históricos, também parece ter sido o local mais importante, visto que deu nome à centena. É possível que os vestígios romanos mencionados acima sejam uma relíquia de um local outrora importante, e que seu nome possa preservar a memória dos Wealas, os bretões romanizados, que o Suthrige encontrou aqui quando a Grã-Bretanha estava [em grande parte] se tornando a Inglaterra. Nos registros históricos, no entanto, Wallington não é um local importante. Havia uma capela, mas não há registro de uma igreja paroquial. Na visita do Bispo Willis em 1725, a capela é descrita como parcialmente usada para um celeiro, sem que nenhum serviço tenha ocorrido [em memória]. Estava em ruínas no final do século e foi demolida em 1797. Havia extensos campos comuns, como era comum nas paróquias do lado norte da cordilheira de giz. Elas foram cercadas por uma Lei de 1812. Em 1835, foi estabelecido um sistema de loteamentos, que parece ter prosperado por um tempo. Algumas casas antigas permanecem em Wallington Corner, mas nenhuma delas parece ser anterior ao início do século XIX.
Um salão paroquial foi construído em Wallington em 1888, após a criação de sua igreja e paróquia em 1867 (na época, em Beddington). A escola da Igreja da Santíssima Trindade foi construída em 1896; a escola secundária para meninas foi construída em 1895 e ampliada em 1905. Assim, Wallington ocupou a maior parte das terras de Beddington.
Uma usina inversora estática da HVDC Kingsnorth existia aqui no final do século XX.

## Estruturas

### Parque de Beddington
Beddington Park era a antiga mansão da família Carew, perdida para agiotas  e dívidas incobráveis de Charles Hallowell Hallowell Carew na década de 1850. O Domesday Book menciona duas propriedades de Beddington e estas foram unidas por Nicholas Carew para formar Carew Manor em 1381. A mansão, antes uma casa medieval com fosso, foi o lar do Orfanato Real Feminino de 1866 a 1968. Agora contém escritórios do conselho e a Escola Carew Manor.

### Moinho de Beddington

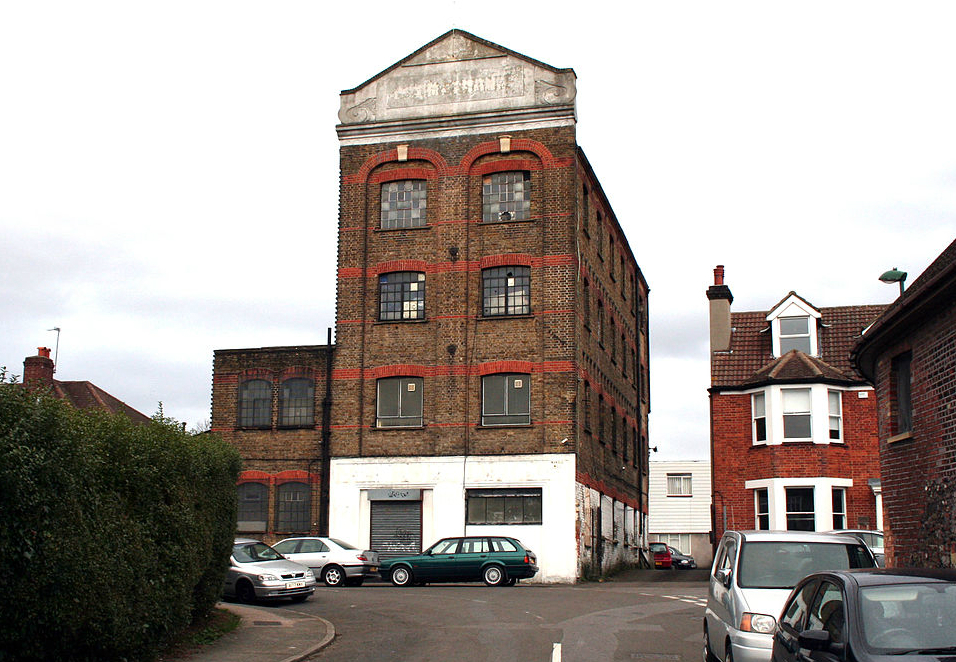
O moinho em 2010

O Domesday Book menciona dois moinhos em Beddington, e acredita-se que o atual tenha sido o local de um deles. Acreditava-se erroneamente que, no final do século XVI, ele pertencia a Sir Walter Raleigh, mas um contrato de arrendamento do início do século XVII demonstra que, na verdade, pertencia à família Carew como um moinho de farinha. Em 1805, era um moinho de rapé com um novo proprietário, e mudou de mãos várias vezes antes de ser incendiado e substituído pelo prédio atual em 1891-1892 pela Wallis & Co. como um moinho de farinha e padaria.
A antiga casa do moinho – do século XVIII ou anterior – permanece até hoje.

## Transporte
Beddington é atendida pela linha Wimbledon da rede Tramlink. A estação ferroviária mais próxima é Waddon.
A área é atendida por diversas linhas de ônibus, todas operadas pela Transport for London.
- 407 – Sutton até Caterham
- 410 – Wallington até Crystal Palace
- 463 – Pollards Hill até Coulsdon South
- S4 – Waddon Marsh até Sutton

## Homônimo
Beddington Heights, Calgary no Canadá, recebeu esse nome em homenagem a Beddington, Surrey.

## Galeria

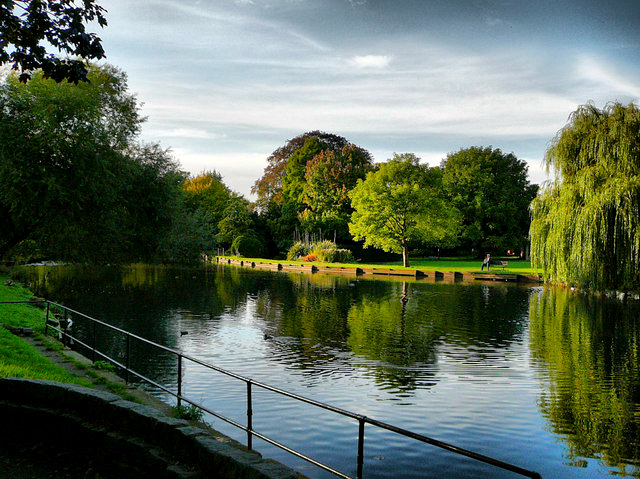

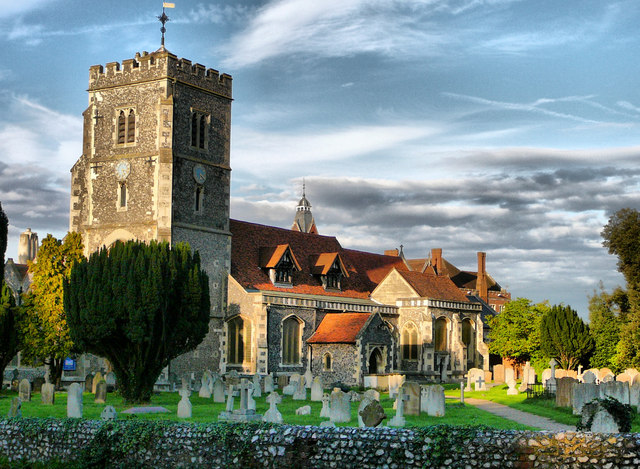
Igreja de Santa Maria

## Lugares próximos
- Carshalton
- Hackbridge
- Mitcham
- Roundshaw
- Waddon
- Wallington